# フォーゴットン・アン
『フォーゴットン・アン』（Forgotton Anne）は、デンマークのインディーゲームスタジオThroughLine Gamesが開発したアクションパズルゲーム。

## 概要
現実世界で人々から忘れられた物が転移してくる世界「フォゴットンランド」（Forgotten Lands）を舞台に、世界の秩序を守るべく活動する女性執行官・アン（Anne）と、物が擬人化された種族「フォゴットリング」（Forgotling）を巡る物語が展開される。フォゴットリングたちの中には現実世界への帰還を望む者がおり、アンの育ての親でもある老師ボンク（Bonku）は現実世界と通じる装置「イーサゲート」（Ether Bridge）の製造を進めているが、これをよく思わないフォゴットリングの反乱勢力が蜂起して各地を爆破する事案が発生する。アンは被害状況を調べようと現地へ赴くが、その中で、フォゴットリングたちを取り巻く現状やフォゴットンランドの成り立ちが徐々に明らかになっていく。
本作のグラフィックは全編にわたりアニメ作品のように描かれ、イベントシーンとゲームプレイシーンがシームレスで進行する。また、BGMにはコペンハーゲン・フィルハーモニー管弦楽団の演奏楽曲が用いられている。

## システム
プレイ画面はサイドビューで描画され、基本的に横スクロールで進行する。一部の箇所では、画面奥方向・手前方向へ移動することもある。
アンが手に装着している手袋状の装置「アルカ」（arca）を起動すると、画面描写が暗視カメラ映像のようになる「アニマビジョン」に切り替わる。この状態では、フォゴットンランドにおける電気のようなエネルギー「アニマ」（anima）を目視できるようになる。画面上の箇所にカーソルを合わせ決定すると、アニマを抜き取ってアルカに充填したり、充填したアニマを別の場所に注入したりすることができる。アニマはフォゴットリングの体内にも蓄えられており、場面によってはアニマを抜く（＝命を奪う）かどうかを判断することになる。
特別なアクションとして、アンの背中に装着する羽根状の装置「ウィング」（wing）により通常より高く跳躍するアクションや、アニマが流れる管のバルブを操作するアクションがあるが、これらはアニマが充填されている時のみ実行できる。また、一部エリアでは、充填したアニマが抜き取られる「アニマ吸剥機」や、アニマが充填されている時に纏わり付いてジャンプできなくなるフォゴットリングのかけらなど、様々な仕掛けが登場する。
本作では、アンのライフやゲームオーバーといった概念は無い。一方で、ゲーム内で度々提示される選択肢の選び方やアンがとった行動により物語の展開が変化する。
ゲームクリア後、タイトル画面で選択するファイルデータには「イーサゲートに入る」という項目が追加される。このモードでは、ゲーム内で収集したアイテムの閲覧要素のほか、物語の特定箇所からゲームを開始できる要素もある。この要素を用いたプレイ中、物語の分岐箇所で元データと異なる選択をしたまましばらく進めると、その後の展開のデータが自動的に書き換えられる。

## 挿入歌
Forgotten Anne
作詞：ランディ・ラウベック、作曲：Peter Due、歌：ランディ・ラウベック

## 開発
本作開発チームには、アニメ、映画、テレビの分野で幅広い経験を積んだメンバーが多く参加している。このうち、アニメーターのDebbie EkbergとSebastian Ljungdahlは東京で数年間アニメとゲームデザインについて学んだ経歴を持ち、この際には、アニメ映画『猫の恩返し』の監督などを務める森田宏幸やゲームソフト『逆転裁判』シリーズのアートディレクターとして知られる岩元辰郎らから教示を受けている。また、アートディレクターのBierbelg Haldは、デジタル背景画家としての仕事を始めて以降、アニメ制作会社のスタジオジブリやSTUDIO 4℃作品の背景を注視していると語っている。
本作の開発にあたっては、スクウェア・エニックスが欧州で展開しているインディーゲームスタジオ支援機構「Square Enix Collective」と、映画等の文化の支援を行うデンマークの政府機関・デンマーク映画協会の支援を受けている。

## 評価
- IndieCade（英語版） 2018 ノミネート[26]
- BitSummit Volume 6 - BitSummit Awards 「インターナショナル賞」「エクセレンスインサウンド賞」ノミネート[27]
- Indigo Awards - Games Designカテゴリ「Animation for Games」「Illustration for Games」「PC Games」部門ゴールド受賞、「Character Design」部門シルバー受賞[28]
- Game Connection（英語版） Europe 2018 - Development Awards 「Best Casual Game」「Best Story / Storytelling」部門ノミネート[29]
- DreamHack Atlanta 2018 「Best Adventure」選出（他作品と共同）[30]
- 9th Hollywood Music in Media Awards（英語版） 「Original Song - Video Game」部門ノミネート（挿入歌「Forgotten Anne」のノミネート）[31][32]
- 2018 Golden Joystick Awards 「Best Storytelling」部門ノミネート[33]
- 2018 Independent Games Festival Awards 「Excellence in Visual Art」部門ノミネート[34]
- GameSpot Game Of The Year 2018: Editor's Spotlight Awards 受賞（他作品と共同）[35]
- Digital Culture Awards 2019 「Best storytelling techniques for emotional impact using emergent technology」部門ノミネート[36]
- 22nd Annual D.I.C.E. Awards 「Outstanding Achievement in Original Music Composition」部門ノミネート[37]
- 2019 G.A.N.G. Awards 「Music of the Year」「Best Music for an Indie Game」部門ノミネート[38]
- 2018 The Aggie Awards（英語版） 「Best Side-scrollers」部門シルバー受賞（他作品と共同）[39]、「Best Story」「Best Character」「Best Animation」「Best Music」「Best Non-Traditional Adventure」部門ノミネート[40]
- 16th International Mobile Gaming Awards（英語版） 「Excellence in Storytelling」受賞[41]